# Dear Snow
『Dear Snow』（ディア スノー）は、日本の男性アイドルグループ・嵐の通算33枚目となるシングル。2010年10月6日にジェイ・ストームから発売された。

## 概要
- 初回限定盤・通常盤の2種類での発売となり、それぞれ収録内容・ジャケット写真ともに異なる。

- 表題曲は、メンバーの二宮和也が主演 映画『大奥』の主題歌であり、映画主題歌のタイアップは、同じくメンバーの櫻井翔主演 映画『ヤッターマン』の主題歌である「Believe」以来となった。

- 初回限定盤には、表題曲のビデオ・クリップ+ビデオ・クリップ(メイキングフォトver.)+メイキング・フォト ギャラリーの映像を収録。

- 通常盤には、カップリング曲「タイムカプセル」とオリジナル・カラオケ2曲を収録。

## その他
- PVは江戸時代や冬の季節感をイメージし、都内近郊の日本家屋で5人が和風の冬の衣装で歌う様子などが収録されている。

## チャート成績
- 2010年10月18日付オリコン週間シングルチャートで初登場1位となった。同チャート1位獲得は12thシングル「PIKA★★NCHI DOUBLE」以来22作連続、通算29作目となった。初動売上は50.1万枚となり、前作「Løve Rainbow」に引き続き50万枚を突破した。累計売上は59.9万枚となった[1]。

## 収録曲

### CD
※「タイムカプセル」以降、通常盤のみ収録。
1. Dear Snow [4:45]
作詞：IORI, ISHU
作曲：Kohsuke Ohshima
編曲：宮野幸子, 吉岡たく
  - 二宮和也主演 映画『大奥』主題歌
2. タイムカプセル [4:57]
作詞・作曲・編曲：SIX
3. Dear Snow（オリジナル・カラオケ）
4. タイムカプセル（オリジナル・カラオケ）

### DVD
※初回限定盤のみ
1. 「Dear Snow」ビデオ・クリップ+ビデオ・クリップ（メイキングフォトver.）+メイキング・フォト ギャラリー

## 収録アルバム
- Beautiful World（#1）
- ウラ嵐マニア（通常盤#2）
- 5×20 All the BEST!! 1999-2019（#1）
- ウラ嵐BEST 2008-2011（通常盤#2）

## 映像作品
Dear Snow
- ARASHI 10-11 TOUR "Scene"〜君と僕の見ている風景〜 DOME+

タイムカプセル
- ARASHI 10-11 TOUR "Scene"〜君と僕の見ている風景〜 DOME+